# Propaganda cukrownicza w II Rzeczypospolitej

Plakat nieznanego autora z 1931 roku, przykład propagandy cukrowniczej

Propaganda cukrownicza w okresie II Rzeczypospolitej – seria kampanii społecznych z okresu dwudziestolecia międzywojennego mających na celu zwiększenie spożycia cukru w kraju. Początkowo działania były podejmowane przez osoby związane z przemysłem cukrowniczym, z czasem w kampanię zaangażowali się także m.in. popularni sportowcy oraz artyści.
W latach 20. XX wieku przy Radzie Naczelnej Polskiego Przemysłu Cukrowniczego powstały dwie instytucje: Komisja Propagandy Konsumpcji Cukru oraz Biuro Propagandy Konsumpcji Cukru, ich zadaniem było promowanie spożywania cukru oraz zwalczanie upowszechnionej po I wojnie światowej sacharyny poprzez użycie prasy, radia, tematycznych plakatów, filmów, broszur oraz gier. Sacharynę uważano wówczas za poważną konkurencję dla polskiego cukru, a jej powszechność negatywnie wpływała na polski przemysł cukrowniczy oraz na skarb państwa.
Od 1929 do 1932 roku działania te były koordynowane przez pisarza Melchiora Wańkowicza. Utworzone przez niego hasło Cukier krzepi stało się istotnym elementem propagandy i kultury, a także przeszło do mowy potocznej. Ponadto zaangażowano w nie także grafików, harcerzy, sportowców oraz nauczycieli, dostosowując metody i hasła do grup docelowych, pomijając jednak zwykle mniejszości narodowe.
Propaganda ta spotkała się jednak z negatywnym odbiorem ze strony społeczeństwa. Krytykowano nachalność reklamy oraz zbyt wysokie ceny polskiego cukru w kraju w porównaniu z cenami w innych krajach, zaś samych właścicieli cukrowni oskarżano o działanie na szkodę polskiej gospodarki.
Po 1932 roku praktycznie całkowicie zaniechano działań propagandowych, skupiając się wyłącznie na kontynuowaniu walki z nielegalną sacharyną.

## Kampania 1925–1929

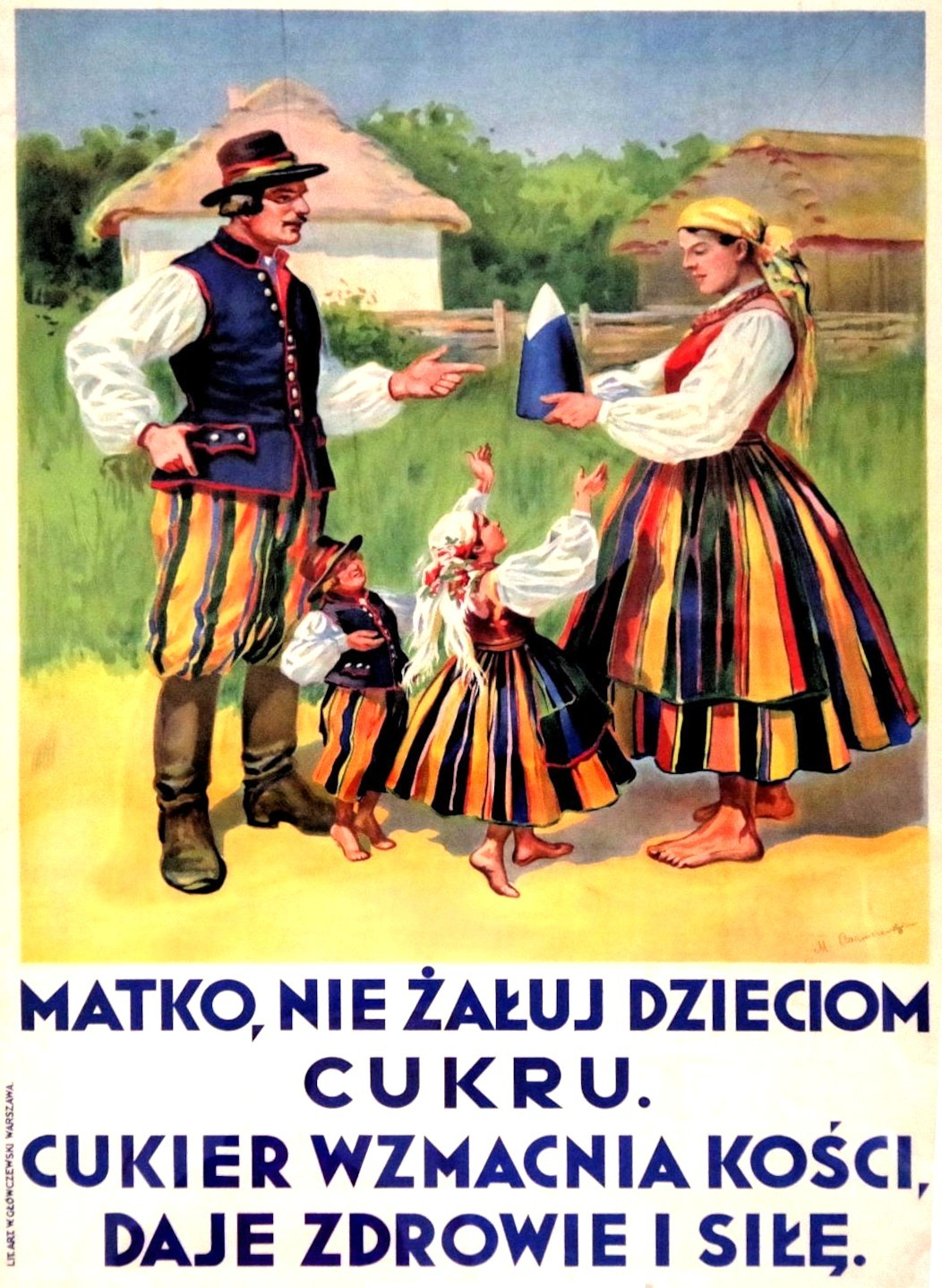
Plakat Mariana Adamczewskiego, Muzeum Narodowe, z wystawy Izby Pamięci Cukrownictwa.

W 1925 roku została powołana Komisja Propagandy Konsumpcji Cukru (KPKC), której przewodniczył Hipolit Liciński – dyrektor cukrowni w Środzie; w skład KPKC wchodzili również Jan Iwasiewicz oraz Władysław Demby.
Zofia Zakrzewska (autorka książki Cukier krzepi... wydanej w 2020 r.) przeanalizowała znajdującą się w zbiorach Archiwum Akt Nowych publikację zatytułowaną Sprawy propagandy konsumpcji cukru. Według jej wyników członkowie KPKC tworzyli plany propagandowe, a działania nie były dziełem jednej osoby. Komisja skupiała się na dotarciu do mieszkańców wsi, którzy stanowili najliczniejszą grupę społeczną i spożywali niewiele cukru. KPKC zakładała, że ilość spożycia cukru nie zależy od zamożności społeczeństwa, wskazując na wyższe spożycie cukru w krajach ubogich i wyniszczonych I wojną światową.
KPKC zabiegała o poparcie swoich działań ze strony ministerstw oraz wojska, które było świadome roli cukru w wyżywieniu armii. Producenci cukru domagali się podwyżek cen, tłumacząc to stratami na sprzedaży zagranicznej, ważnymi dla krajowej gospodarki, podkreślali również korzyści dla budżetu państwa z tytułu podatków oraz pozytywny wpływ uprawy buraków na jakość gleby. Argumentowali, że wzrost cen nie przełożył się na spadek konsumpcji. Według przemysłowców wzrost konsumpcji cukru przy jego rosnących cenach był efektem działań KPKC.

### Sposoby promowania cukru

Plakat propagandowy z drugiej połowy lat 20. XX w.

KPKC w latach 20. XX wieku prowadziła szeroko zakrojoną kampanię promującą spożycie cukru w Polsce. Główne działania Komisji obejmowały:
- kampanię medialną – drukowanie plakatów i kartek pocztowych, zamieszczanie ogłoszeń i artykułów w prasie, organizowanie prelekcji i wykładów[4],
- działania edukacyjne – publikowanie broszur informacyjnych oraz książek kucharskich, organizowanie kółek i szkółek rolniczych[4],
- marketing społecznie zaangażowany – broszury KPKC promowały cukier jako element zdrowego stylu życia i silnej gospodarki; publikacje te trafiały do szkół, parafii i urzędów gminnych[5].
- propagandę na podstawie zagranicznych anegdot – KPKC wykorzystywała je do przekonania społeczeństwa o cudownym wpływie cukru na organizm[5],
- promowanie abstynencji – KPKC przekonywała, że cukier pomaga w walce z alkoholizmem[5],
- współpracę z innymi organizacjami – KPKC podjęła współpracę z Bankiem Cukrownictwa oraz planowała produkcję samowarów, co miało pomóc w podniesieniu konsumpcji cukru[6].

W 1927 roku Władysław Demby udał się do Danii, aby zbadać tamtejsze spożycie cukru. W raporcie zatytułowanym Spożycie cukru w Danii i w Polsce wskazał, że wysokie spożycie cukru w Danii wynikało z tradycji, nawyków żywieniowych i zamożności. Podkreślił również, że podniesienie cen napojów alkoholowych przyczyniło się do wzrostu spożycia cukru. Demby doszedł do wniosku, że w Polsce potrzebna jest dalsza kampania mająca na celu promowanie cukru, ponieważ wydatki na cukier stanowiły wówczas ułamek pozostałych wydatków na ówczesne towary luksusowe:

[Przeliczeniowo] na głowę faktycznego [polskiego] spożywcy przypada [w roku 1927] wydatek na cukier zł. 13, na tytoń zł. 76, na wódkę zł. 72.

### Propaganda z użyciem mediów
6 stycznia 1929 roku Polskie Radio nadało odczyt Zygmunta Chybowskiego poświęcony produkcji i składowi chemicznemu cukru. Transmisja zawierała także hasła propagandowe, porównano spożycie cukru w Polsce z konsumpcją z innymi państwami Europy.
Cukrownicy z kolei wykorzystywali wystawy. W 1928 roku prezentowali swoje produkty na Targach Północnych w Wilnie oraz na wystawie rolniczo-przemysłowej w Białymstoku. Rok później na Powszechnej Wystawie Krajowej w Poznaniu zorganizowali własny pawilon, w którym można było zobaczyć mapę Polski z zaznaczonymi cukrowniami oraz składnicami cukru, wiersze na ścianach, broszury i plakaty propagandowe, model cukrowni w skali 1:25 oraz filary pokryte cukrem.
Jesienią 1929 roku na łamach „Gazety Cukrowniczej” Jan Iwasiewicz podzielił się swoimi obawami związanymi z przyszłością kampanii propagandowej; według niego podjęte wcześniej działania były niewystarczające, zasugerował więc podjęcie się działań reklamowych, wzorując się ich na sukcesie w Wielkiej Brytanii i w Stanach Zjednoczonych. Z podobnym wnioskiem wyszedł dyrektor jednej z cukrowni, wskazując na nieskuteczność dotychczasowej akcji, wynikającą z ograniczonych środków KPKC.
Kampania była uznawana za zbyt ograniczoną, głównie ze względu na trudności w dotarciu do mieszkańców wsi, którzy byli grupą docelową. Początkowo działaniami propagandowymi zajmowali się ludzie związani z cukrownictwem, niemający wcześniej doświadczenia w branży reklamowej. W kampanii wykorzystywano materiały KPKC, które skupiały się głównie na produkcji cukru i odwoływały się do dowodów naukowych, z czasem forma dotarcia do społeczeństwa ulegała zmianie, gdyż pojawiły się m.in. krótkie rymowanki zachęcające do spożycia cukru.

### Zwalczanie sacharyny
Podczas I wojny światowej miało miejsce upowszechnienie się sacharyny, która – tak samo jak cukier – była używana do robienia przetworów, stała się jednak konkurencją dla cukru. W 1927 roku prezydent RP Ignacy Mościcki wydał rozporządzenie dotyczące ograniczenia handlu sacharyną. Następnie KPKC zaczęła zbierać informacje dotyczące przemytu i nielegalnego obrotu sacharyną, zamierzała także nawiązać współpracę z rządem.
Komisja uznała, że popularność sacharyny była spowodowana niską świadomością społeczną oraz bardzo niskimi karami za przemyt. Działania przeciwko sacharynie były szeroko relacjonowane w prasie.

## Kampania 1930–1932

### Pod kierownictwem Melchiora Wańkowicza

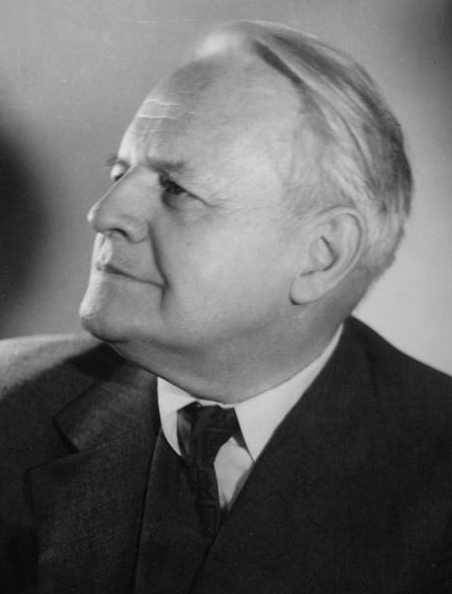
Melchior Wańkowicz (1892–1974), autor strategii akcji propagandowej

W marcu 1930 założono Biuro Propagandy Konsumpcji Cukru, które działało równolegle z Komisją Propagandy Konsumpcji Cukru. Na czele nowo powstałego biura stanął Melchior Wańkowicz, który już wcześniej zdobył doświadczenie w reklamie i propagandzie. Swoje zawodowe osiągnięcia Wańkowicz często podkreślał w opracowanym przez siebie Planie propagandy konsumpcji cukru, w którym założył także trzy etapy; miały one na celu dotarcie kolejno do tzw. ośrodków mózgowych (tj. nauczycieli, duchownych, członków związków zawodowych oraz oświatowych oraz ludzi potrafiących czytać i pisać), szerszej masy konsumentów oraz do najciemniejszej masy, czyli do wiejskiej ludności Kresów Wschodnich. Plan ten został wysłany do działającego w Berlinie biura studiów nad podniesieniem spożycia cukru.

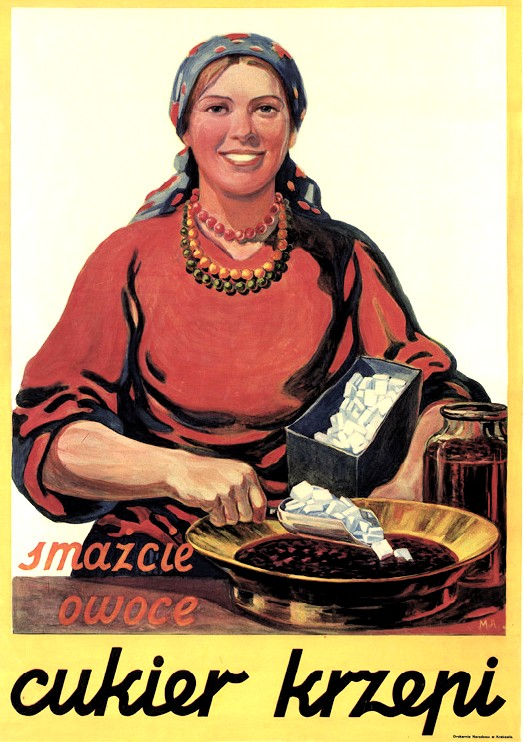
Plakat autorstwa Mariana Adamczewskiego z 1931 roku

Latem 1930 roku do Wańkowicza napłynęło kilka memoriałów oceniających dotychczasową propagandę i proponujących nowe rozwiązania. Nie tylko Wańkowicz był autorem materiałów propagandowych, gdyż artykuły w prasie były pisane m.in. przez autorkę książek kucharskich Elżbietę Kiewnarską, a niektóre były przekładami z innych języków. W 1931 roku w Amsterdamie odbyło się oficjalne spotkanie szefów instytucji działających w celu konsumpcji cukru, z udziałem przedstawicieli Polski, Belgii, Niemiec oraz Czechosłowacji. Polska korzystała z doświadczeń zdobytych przez inne państwa, tłumaczono m.in. wydane w Niemczech i w Czechosłowacji artykuły reklamowe. Melchior Wańkowicz widział przyszłość we współpracy międzynarodowej, proponując między innymi produkcję filmu propagandowego będącego koprodukcją kilku państw. 

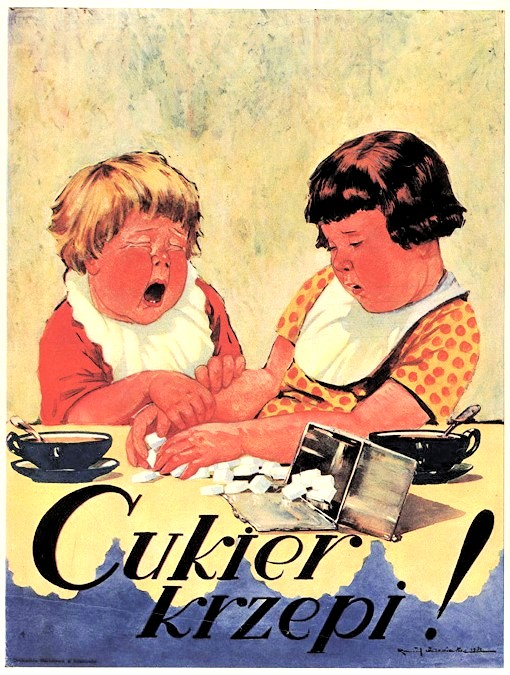
Plakat autorstwa Kamila Mackiewicza z 1931 roku

Głównym celem BPKC było zachęcanie społeczeństwa do zwiększenia konsumpcji cukru, promując jego spożycie przy jednoczesnym zwalczaniu sacharyny. Wzrost spożycia cukru miał być osiągnięty dzięki uznaniu go za produkt pierwszej potrzeby. Biuro Propagandy Konsumpcji Cukru dążyło do tego, by cukier stał się częścią diety mieszkańców Polski. Głównymi odbiorcami mieli być głównie mieszkańców Kresów Wschodnich, którzy spożywali najmniej cukru. Według Wańkowicza należało dążyć do kulturowego i ekonomicznego ujednolicenia kraju.

#### Działania Biura Propagandy Konsumpcji Cukru
Kampania promująca konsumpcję cukru rozpoczęła się 1 marca 1930 roku, w samym środku wielkiego kryzysu, którego długofalowych skutków początkowo nie dostrzegano. Szczegółowy przebieg kampanii został udokumentowany w sprawozdaniach. Wynika z nich, że ostatnia kampania miała miejsce pod koniec 1932 roku. Kolejne sprawozdania biura dotyczyły już wyłącznie sacharyny i skupiały się na zwalczaniu nielegalnego handlu sacharyną i cukrem. Melchior Wańkowicz nie brał udziału w tych działaniach, ponieważ w 1933 roku objął kierownictwo nad państwowym przedsiębiorstwem Reklama Pocztowa.
W 1931 roku Aleksander Kamiński wydał odezwę do harcerzy, rok później opracowano Materjały dla propagandy w szkołach przez Lucynę Krzemieniecką, Zygmunta Rusinka i anonimowego pisarza podpisującego się jako J.P. Zajączkowski; stanowiły one podstawę do sporządzania pogadanek. Plakaty i grafiki zamawiano u uznanych artystów. Stefan Norblin zaprojektował ilustrowane karty do gry Sacharyniak, a Michał Bylina oraz Kamil Mackiewicz tworzyli plakaty. Reklamy prasowe składały się z obszernych tekstów ilustrowanych grafikami autorstwa, m.in. Henryka Nowiny-Czernego i Karola Hillera. W kampanii prawie nigdy nie wykorzystywano fotografii. Jedyna zachowana została opublikowana w jednym z numerów czasopisma „Na Szerokim Świecie” z 1932 roku, znalazła ją pisarka Zofia Zakrzewska. Wańkowicz odegrał kluczową rolę w kampanii, wykorzystując swoje kontakty, doświadczenie i popularność.
W ramach kampanii promującej zwiększone spożycie cukru BPKC zajmowało się także walką ze słodzikami oraz cukrem pochodzącego z przemytu. Istniało przekonanie, że przyczyną wypierania cukru z rynku przez sacharynę było to, że jej niewielka ilość mogła zastąpić znaczną ilość cukru. Negatywnie wpływało na producentów cukru, rolników uprawiających buraki cukrowe, a także na skarb państwa, który nie otrzymywał wpływów z akcyzy.
Przemycano cukier, który był tańszy od cukru sprzedawanego legalnie, a jego jakość była porównywalna. Głównymi źródłami przemytu były Litwa i Łotwa, a różnice między cenami wynosiły kilkadziesiąt złotych za 100 kg. BPKC przeznaczyło na walkę z sacharyną 160 tys. zł w 1930 roku, a w 1932 roku 230 tys. zł. Biuro organizowało specjalne spotkania z przedstawicielami ministerstw, aby omówić problem przemytu cukru. W odpowiedzi na postulaty cukrowników zwiększono nagrody pieniężne za ujęcie przemytu sacharyny oraz za wskazanie osób i sklepów nielegalnie handlujących tym produktem. Sacharyna była legalnie dostępna wyłącznie w aptekach i na receptę. Samo biuro finansowało Warszawski Zakład Badań Żywności, którego zadaniem była kontrola przetworów.
Cukrownicy próbowali także wpłynąć na prawodawstwo, często przypominając prokuratorom o konieczności apelacji w procesach osób oskarżonych o przemyt oraz dążąc do wprowadzenia surowszych kar dla handlarzy sacharyną. Postulowano zatrudnianie prawników, którzy mieliby reprezentować interesy zakładów cukrowniczych oraz monopoli w procesach przeciwko osobom oskarżonym o przemyt i nielegalny handel. Według BPKC problem przemytu cukru został całkowicie rozwiązany w 1932 roku.

### Hasła propagandowe
W maju 1930 roku Melchior Wańkowicz zapoczątkował kampanię hasłową, doceniono potencjał sloganu w propagandzie. Mimo początkowej nieufności cukrowników do reklamy, Wańkowicz przekonywał o skuteczności kampanii. W planach finansowych BPKC z sierpnia 1930 roku pojawiło się hasło Cukier żywi, a kilka miesięcy później także Cukier krzepi; było ono najpowszechniejszym hasłem w propagandzie, podkreślało, ze cukier jest ważnym składnikiem codziennej diety. Na początku 1932 roku Melchior Wańkowicz wymyślił slogan: Szczypta soli – szczypta cukru, który przywoływano w książkach kucharskich oraz w czasopismach skierowanych do kobiet; jego treść była porównaniem cukru do soli, co miało być sugestią, że oba produkty są równie niezbędne.

### Propaganda za pośrednictwem mediów

#### Propaganda przez broszury i gry
Aby zachęcić najmłodszych do spożywania cukru, BPKC stworzyło grę wyścigową Cukier krzepi oraz karcianą o nazwie Sacharyniak, inspirowaną Czarnym Piotrusiem. Ta druga wyróżniała się wierszami Janiny Porazińskiej oraz ilustracjami Stefana Norblina. Gry oferowano jako nagrodę w konkursach dla dzieci, ale można było je również nabyć w sklepach z zabawkami.

#### Propaganda w filmie
Film miał odgrywać istotną rolę w kampanii propagandowej. W 1930 roku rozważano międzynarodową koprodukcję filmu zachęcającego do większego spożycia cukru, jednak ostatecznie zrezygnowano z projektu ze względu na jego złożoność. Zmniejszono także budżet na produkcję animowanych filmów reklamowych, mimo że były uznane za ważny element kampanii. Na ekranach kin pojawiły się krótkie relacje z wydarzeń sportowych, a podczas Mistrzostw Świata w Hokeju na Lodzie w 1931 roku prezentowano baner ze sloganem Cukier krzepi.
Od sierpnia 1931 do lipca 1932 BPKC przeprowadziło kampanię z wykorzystaniem 99 kin w Polsce. Przed każdym seansem wyświetlano krótkie filmy reklamowe promujące cukier. W kinach położonych we wschodniej Polsce oprócz jednego w województwie nowogródzkim nie wyświetlano tych filmów.

#### Propaganda z wykorzystaniem plakatów i szyldów

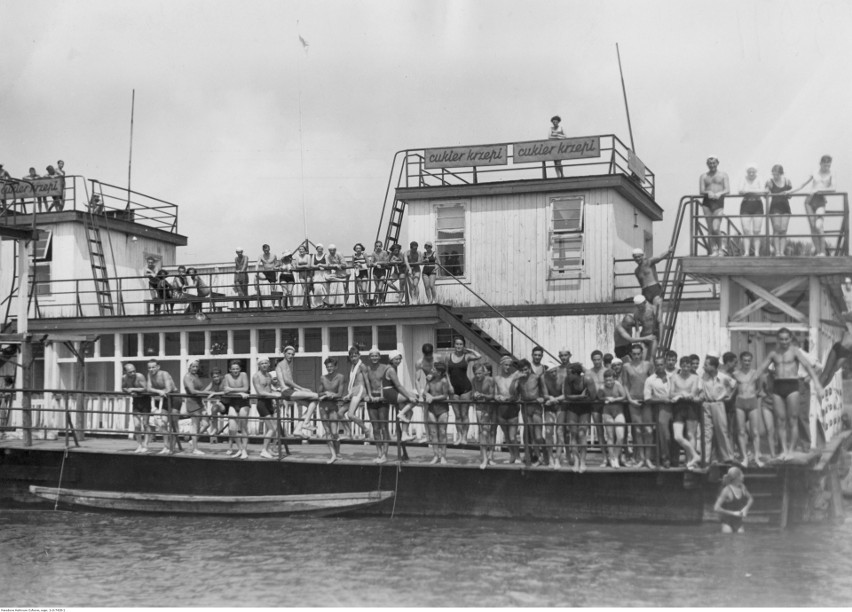
Reklama cukru na barce na Wiśle w Warszawie (po 1931 r.)

W Polsce plakaty do szerzenia propagandy były wykorzystywane jeszcze przed powstaniem BPKC, jednak plan Melchiora Wańkowicza zakładał również użycie blaszanych szyldów w sklepach i na stacjach kolejowych. Zamierzano wydrukować także ukraińskojęzyczne plakaty, z czego jednak zrezygnowano. W sierpniu 1930 roku ruszyła kampania plakatowa, która miała dotrzeć do szerokiej publiczności. Czytelnictwo gazet w Polsce było niskie, dlatego plakaty okazały się skuteczniejszą formą propagandy. Od 1931 roku tablice ze sloganem Cukier krzepi zaczęły się pojawiać m.in. na stacjach kolejowych, autobusach, wagonach, sklepach, a także na obiektach sportowych, jak banda lodowiska hokejowego w Krynicy czy stadion Cracovii.

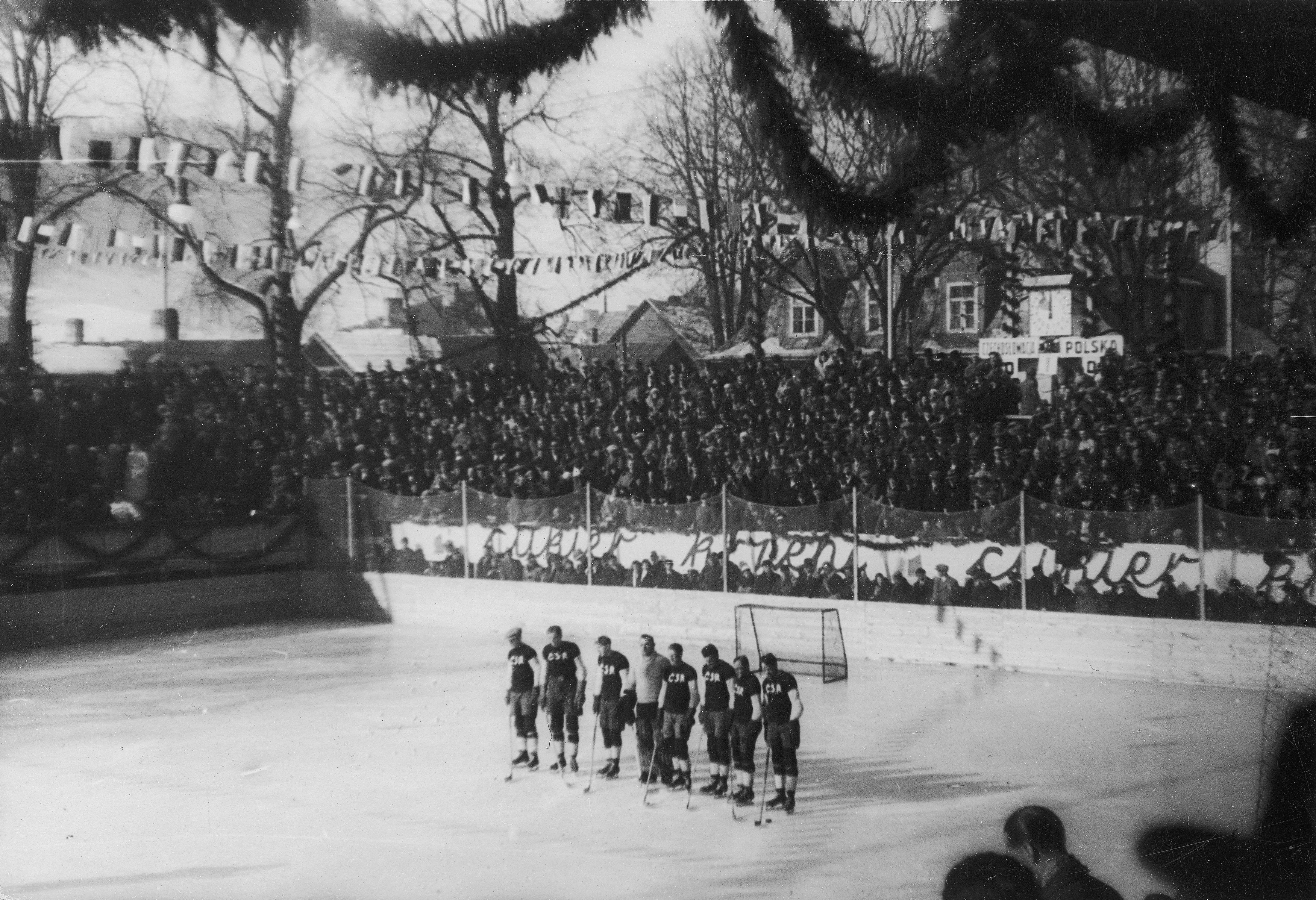
Mecz Polska–Czechosłowacja w ramach Mistrzostw Świata w Hokeju na Lodzie 1931.

Po uzyskaniu środków na ten cel BPKC rozpoczęło współpracę z rządem. Minister spraw wewnętrznych wydał rozporządzenie zobowiązujące pracowników instytucji publicznej (tj. samorządowców, nauczycieli oraz funkcjonariuszy Policji Państwowej) do rozwieszania plakatów BPKC oraz obwieszczeń Ministerstwa Skarbu informujących o nagrodach dla osób, które pomogły wykryciu osób dopuszczających się nielegalnego handlu sacharyną. W akcję rozwieszania plakatów zaangażowały się także inne organizacje współpracujące z BPKC. W okresie 1930/1931 wywieszono około 450 tys. plakatów, a na przełomie lat 1931/1932 ich liczba wzrosła do ponad 1,26 mln.

#### Propaganda w prasie
W prasie publikowano nie tylko jawne reklamy, ale także artykuły, które subtelnie promowały cukier. BPKC w swoich sprawozdaniach dokładnie spisało wszystkie swoje ogłoszenia oraz większość artykułów zamieszczonych w prasie. Materiały dostosowywano do czytelników czasopism. W „Przeglądzie Sportowym” zamieszczono reklamę odwołującą się do spożywania cukru podczas działań wojennych. Natomiast czasopismo „Kobieta w Świecie i w Domu” zawierało ogłoszenia poświęcone żywieniu niemowląt oraz gospodarności.
Treści pojawiały się także w prasie żydowsko-, niemiecko- oraz ukraińskojęzycznej.

#### Propaganda przez radio
Od wiosny 1930 roku transmitowano Miesiąc cukrowy w radiu; codziennie wygłaszano 11 krótkich haseł, a także 4 dłuższe odczyty. Wygłaszali je m.in. Melchior Wańkowicz oraz naczelnik Związku Harcerstwa Polskiego Stanisław Sedlaczek. Audycje miały być kontynuowane w 1931 roku, aczkolwiek nie zostały one zrealizowane.
Na przełomie lat 1931/1932 przeprowadzono dwie akcje radiowe. W ich ramach codziennie odczytywano hasła promujące konsumpcję cukru (36 dwuzdaniowych haseł wygłoszono 686 razy). Format kampanii propagandowej za pomocą radia uległ zmianie, gdyż przeszedł metamorfozę z jednej długiej audycji do krótkich komunikatów w blokach reklamowych.

### Promowanie cukru w sporcie

Start rajdu motocyklowego dookoła Polski (maj 1931). Na pierwszym planie motocyklista Mieczysław Rajchman, w tle hasło Cukier krzepi.

Konkursy miały zachęcić sportowców do promowania cukru i angażowania młodzieży w aktywność fizyczną poprzez szkoły. W ten sposób cukrownicy chcieli sforsować wprowadzenie cukru do diety sportowców, a także wykorzystać ich rozpoznawalność do działań propagandowych. Zdobyte osiągnięcia sportowe miały udowadniać, że cukier krzepi. Żeby osiągnąć zamierzony efekt, BPKC organizowało wiele wydarzeń sportowych, np. Bieg do Polskiego Morza, którego uczestnikom rozdawano cukier, a hasło Cukier krzepi zamieszczono na transparentach i na wstędze mety.
Przeprowadzono badania wśród sportowców, aby zbadać wpływ cukru na osiągane wyniki. Efekty badań zostały opublikowane w broszurze zatytułowanej Dietetyka w sporcie, która zawierała liczne wypowiedzi sportowców i amatorów chwalących pozytywny wpływ cukru na organizm.

### Promowanie cukru przez organizacje społeczne i instytucje
Promocja cukru objęła szeroką współpracę z różnymi organizacjami społecznymi. Cukrownicy nawiązali kontakt m.in. z organizacjami nauczycielskimi (Związek Polskiego Nauczycielstwa Szkół Powszechnych oraz Stowarzyszenie Chrześcijańsko-Narodowe Nauczycielstwa Szkół Powszechnych), chrześcijańskimi (YMCA), sportowymi (Związek Polskich Związków Sportowych), harcerskimi (w tym z naczelnictwem Związku Harcerstwa Polskiego) oraz kobiecymi.
Ważny element kampanii stanowiły konkursy, angażując różne grupy społeczne w całej Polsce. W pierwszym roku działalności BPKC zorganizowało konkursy dla nauczycieli, urzędników gminnych, harcerzy oraz sportowców. Z czasem zakres konkursów rozszerzono między innymi na uczniów szkół powszechnych. Docierając do różnych grup wiekowych i społecznych, organizatorzy nie zawsze uwzględniali specyfikę poszczególnych środowisk. Przykładowo, w konkursie dla uczniów nie uwzględniono różnic w strukturze szkolnictwa na wsiach, co miało znaczący wpływ na liczbę uczestników. Nagrodami w innych konkursach (np. dla harcerzy oraz sportowców) były m.in. motocykle o wartości kilku tysięcy złotych.

#### Promowanie cukru przez organizacje kobiece
BPKC zaangażowało się we współpracę m.in. z kołami gospodyń wiejskich, które przeprowadzały kilkudniowe kursy instruktorskie dla kobiet. Po ich ukończeniu prowadziły na wsiach kursy lotne, czyli warsztaty kulinarne, podczas których uczono robienia przetworów i pieczenia ciast. Kulminacją tych wydarzeń były konkursy gromadzące mieszkańców całej wsi. Kursy cieszyły się dużo większą popularnością w zachodniej i centralnej Polsce niż we wschodniej.
W każdym kursie uczestniczki musiały wpłacić 1,5 zł wpisowego i przynieść ze sobą 1 kg cukru oraz niezbędne akcesoria do robienia przetworów i pieczenia ciast. Wymóg dotyczący przyniesienia kilograma cukru wzbudzał kontrowersję w regionach, gdzie roczne spożycie cukru było niewiele większe.

#### Promowanie cukru przez organizacje harcerskie
W kampanii uczestniczyły między innymi Związek Harcerstwa Polskiego oraz syjonistyczna organizacja Ha-Szomer ha-Leumi. Podczas obozów letnich harcerze prowadzili pogadanki o cukrze i przeprowadzali ankiety poświęcone spożyciu sacharyny. Sprawozdania z tych działań można było zgłaszać do konkursów, w których przewidywano nagrody. W 1931 roku Wydział Zdrowia Komendy Naczelnej Ha-Szomer ha-Leumi w 1931 roku zorganizował konkurs na pracę pt. W jaki sposób przyczyniłem się do propagandy konsumpcji cukru?, oferując nagrodę pieniężną w wysokości 150 złotych.
Oprócz tego harcerze prowadzili akcje informacyjne na wsiach, zbierając dane o spożyciu cukru i sacharyny.

#### Promowanie cukru w szkołach
BPKC prowadziło kampanię promującą konsumpcję cukru w szkołach; w jej ramach nauczyciele otrzymywali materiały edukacyjne i byli zachęcani do omawiania tematu cukru i sacharyny zarówno na lekcjach, jak i podczas spotkań z rodzicami. Nauczyciele raportowali o swoich działaniach i reakcjach uczniów oraz rodziców na kampanię.
Organizowane były konkursy dla uczniów, zachęcając ich do tworzenia prac poświęconych cukrowi. W drugiej edycji konkursu wpłynęło 13 tys. prac po polsku oraz jedynie 5 po niemiecku i 2 po ukraińsku.

## Grupy docelowe propagandy

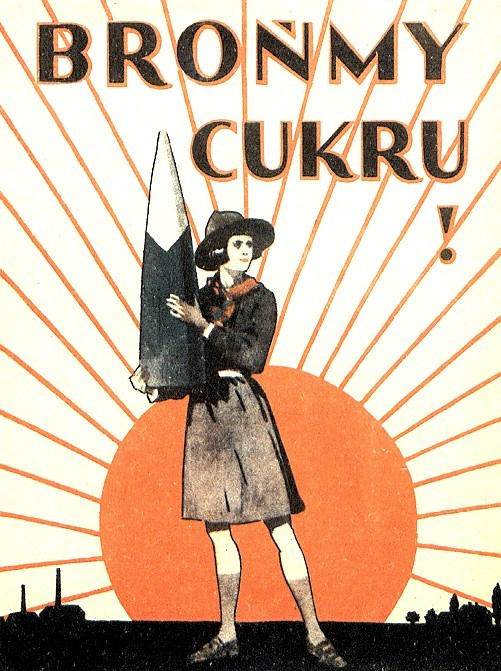
Okładka broszury pt. Co każdy powinien wiedzieć o cukrze z 1929 roku

### Harcerze
Odezwa do harcerzy ogłaszająca konkurs BPKC zawierała patriotyczne hasła i promowała postawy obywatelskie. Wskazywano w niej, że cukier jest najtańszym pożywieniem o wysokiej wartości energetycznej, jednocześnie ostrzegając przed sacharyną i handlującymi nią osobami. Podkreślano także, że harcerze mają za zadanie edukowanie chłopów i robotników. Miało to służyć dobru państwa, które propagandyści utożsamiali z wysoką konsumpcją cukru.
W następnych latach propaganda skierowana w stronę harcerzy nie zmieniła się znacząco, jednak pojawiły się wątpliwości natury etycznej, które wyjaśniano koniecznością zaangażowania harcerzy w działania propagandowe ze względu na znaczenie cukru dla polskiej gospodarki.

### Inteligencja

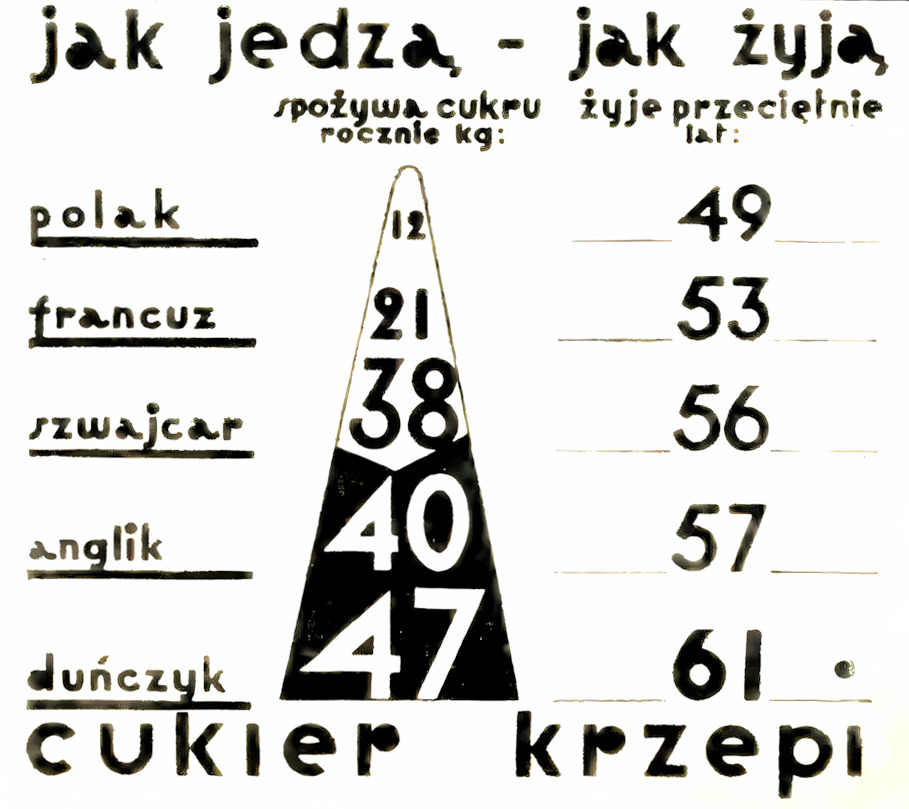
„Cukier a długowieczność”, reklama gazetowa

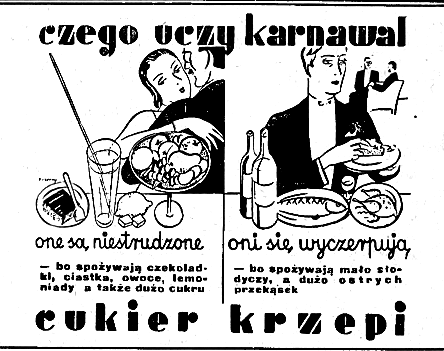
Reklama cukru: „dzięki cukrowi kobiety są ‘niestrudzone’ (domyślnie: w romansowaniu), zaś mężczyźni od cukru stroniący stają się ‘wyczerpani’ (domyślnie: też w życiu towarzyskim)” (Tygodnik Illustrowany, 1931)

Reklamy skierowane do ludzi z klas wyższych dotyczyły m.in. długości życia, niektóre z nich tłumaczono na jidysz. W kampanii reklamowej proponowano m.in. żądanie o większą ilość cukru oraz spożywanie większej ilości słodyczy i słodkich napojów w okresie karnawału. W tygodniku „Świat” umieszczono peany Stanisława Zenona Zakrzewskiego, w których wychwalał cukrowników i ich działania.

### Kobiety

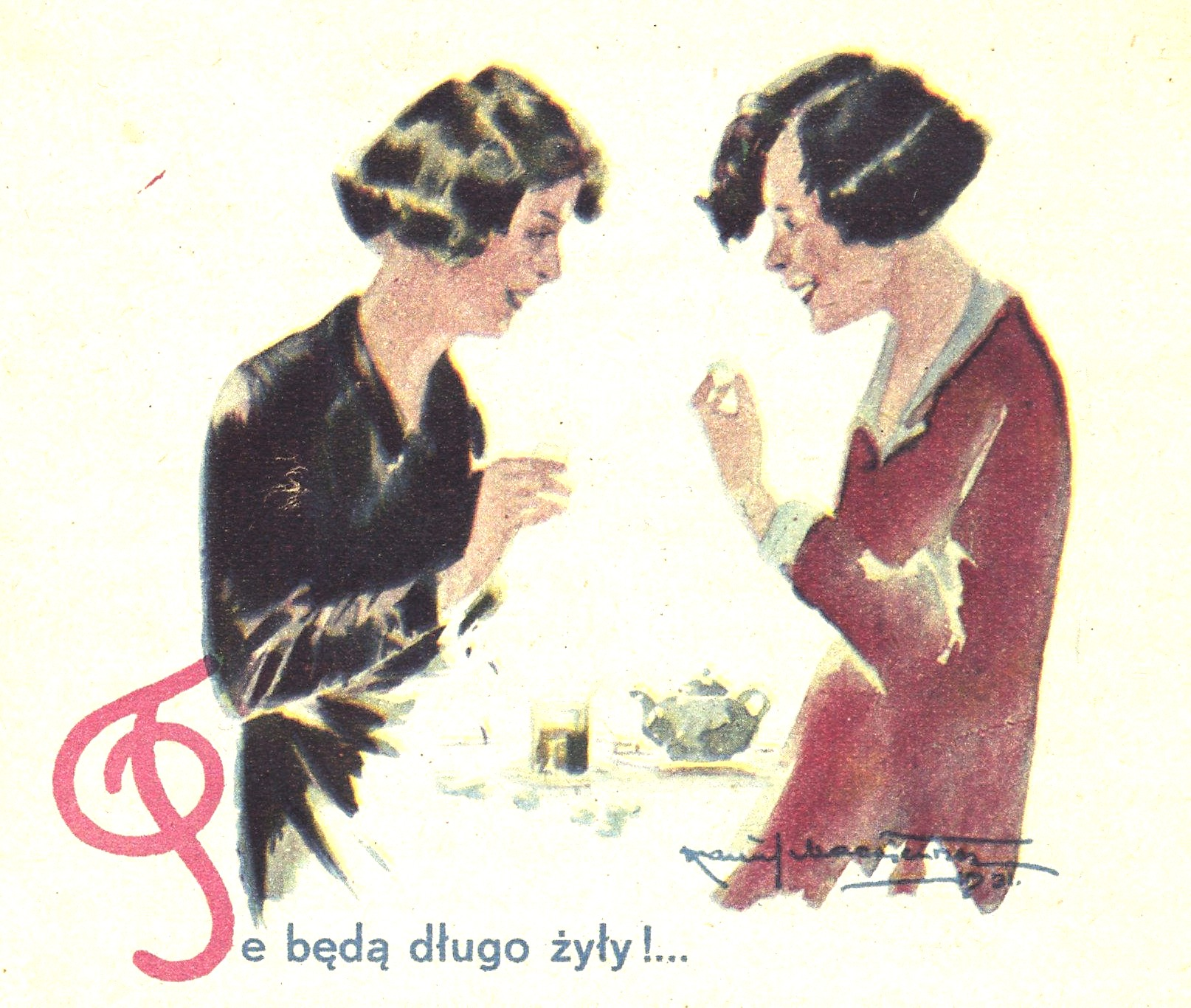
„Te kobiety (regularnie spożywające cukier) będą długo żyły!” – cukier zapewnia długowieczność (Rozmowa przy kieliszku, 1931)

Kobiety stanowiły kluczową grupę odbiorców kampanii, ponieważ to one decydowały o sposobie odżywiania swoich rodzin. Propagandyści podkreślali oszczędność jako cnotę gospodyni, a cukier miał w tym pomagać. Redaktorzy „Bluszcza” przekonywali, że cukier pomaga w dbaniu o zdrowie rodziny i o budżet domowy.
Gospodarność kobiet miała przejawiać się w przygotowywaniu przetworów owocowych, do czego je zachęcano głównie w gazetach i w radiu. Informowano też o pozytywnym wpływie cukru na dzieci.
Kampania nie promowała popularnego w II Rzeczypospolitej wizerunku kobiety-obywatelki z wyjątkiem jednego odczytu radiowego, w którym kobiety zostały zachęcone do smażenia owoców.

### Ludność żydowska
W ramach kampanii promocyjnej cukru starano się dotrzeć do społeczności żydowskiej, uznając ją za wrażliwą na kwestie zdrowotne i podatną na przekaz propagandowy. Dla BPKC ważni byli działacze Ha-Szomer ha-Leumi oraz żydowskie matki. Biuro współpracowało z gminami wyznaniowymi, które udostępniały dane adresowe matek. W ten sposób biuro mogło dotrzeć do kobiet za pomocą propagandowych publikacji wydanych w jidysz. BPKC podjęło współpracę także z Centralną Organizacją Opieki nad Dziećmi Żydowskimi, która przeprowadziła ankietę na temat spożywania cukru przez dzieci.
Reklamy w prasie żydowskiej dotyczyły głównie zagadnień zdrowotnych, przy czym zachowywano hasło Cukier krzepi.

### Mężczyźni

Reklama skierowana do mężczyzn (Tygodnik Illustrowany, 1932)

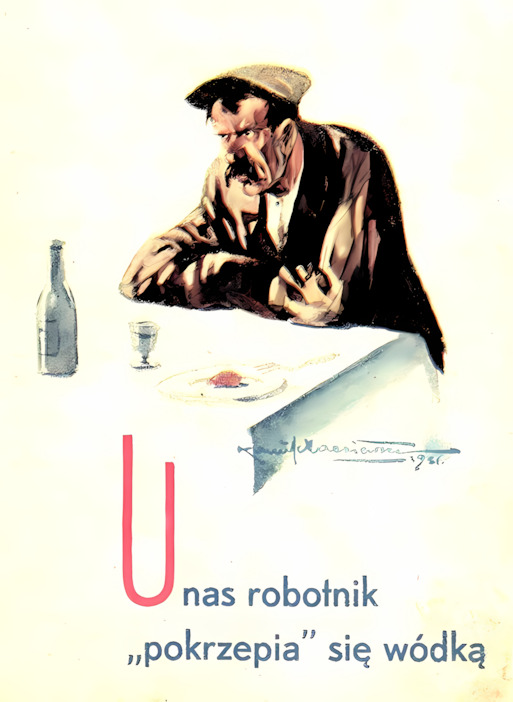
„Polski robotnik pokrzepia się wódką”: ilustracja Kamila Mackiewicza z Rozmowy przy kieliszku

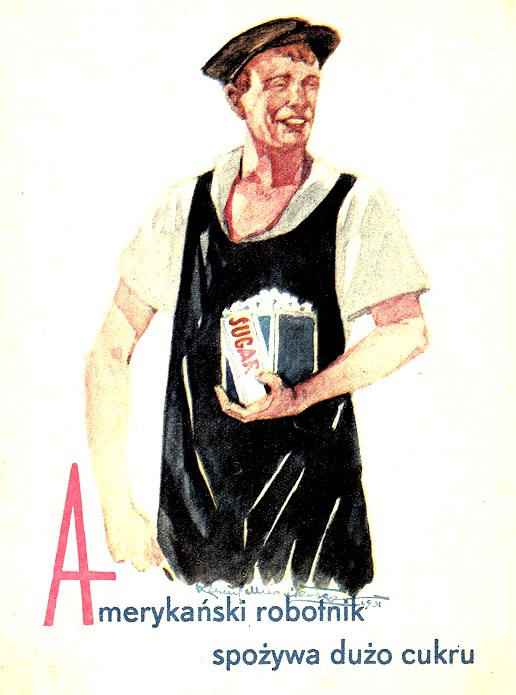
„Amerykański robotnik pokrzepia się cukrem” (ten sam autor)

Propaganda skierowana do mężczyzn skupiała się na podkreśleniu siły, którą zapewniało spożywanie cukru. W tym kontekście często wykorzystywano cytaty związane z wojskiem. Kampania procukrowa wykorzystywała argument o skuteczności cukru na ograniczenie spożycia alkoholu. Próbowano w ten sposób walczyć z problemem alkoholizmu, który był utożsamiany głównie z mężczyznami.

### Mieszkańcy wsi
W ramach kampanii starano się zmienić nawyki żywieniowe mieszkańców wsi, szczególnie na Kresach Wschodnich, zachęcając do słodzenia kawy i herbaty. Cukrownicy proponowali zakładanie herbaciarni i kawiarni ludowych bez pomocy finansowej z ich strony. Sugerowali, żeby takie punkty opłacały rząd oraz samorządy.

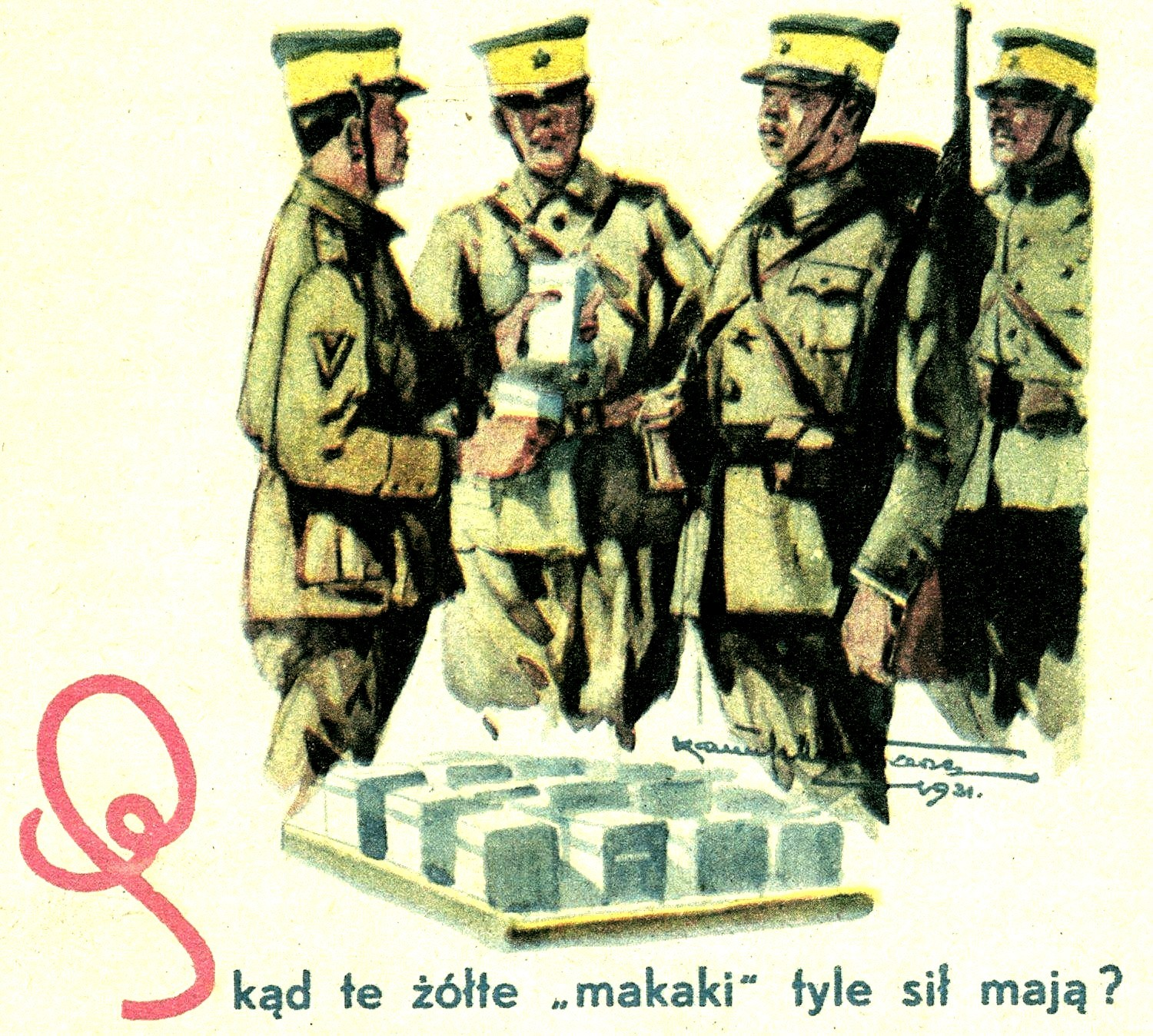
Rasistowski obrazek z Rozmowy przy kieliszku promujący cukier na wsi z argumentem: „żółte makaki” (japońscy żołnierze) spożywają pod dostatkiem cukru, więc tym wygrywają wojny – jedz go i ty!

W szczególności mężczyźni byli zachęcani do picia herbaty. W Rozmowie przy kieliszku Jarosława Tyszkowskiego bohater zamówił herbatę z cukrem, zyskując zainteresowanie innych gości, argumentował też, że cukier zmniejsza ochotę na alkohol.
W ramach działań skierowanych do mieszkańców wsi BPKC organizowało kursy dla kobiet wiejskich, zachęcając je do robienia przetworów oraz wypieków. W książce kucharskiej pod tytułem Wielkanoc się zbliża podawano przepisy na ciasta i torty oraz stwierdzono, że nadmiar mięsa oraz alkoholu jest szkodliwy dla zdrowia, a także dla portfela.
Zmiana nawyków żywieniowych chłopów okazała się trudna ze względu na ich silne przywiązanie do tradycji. Ich dieta zazwyczaj była skromna, jednak podczas świąt i wesel jedli bardzo obficie, bardzo restrykcyjnie przestrzegali postu.

### Pracownicy instytucji publicznych

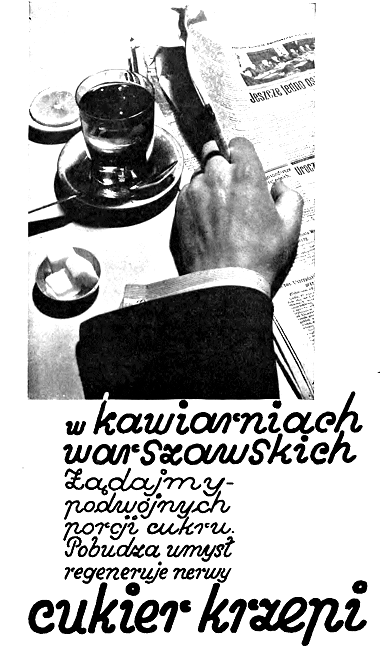
Reklama w jednym z numerów Tygodnika Illustrowanego z 1931 roku

Nauczycieli zachęcano do wspierania propagandy cukru, argumentując, że konsumpcja tego produktu jest kluczowa dla dobrobytu państwa. Latem 1930 roku zorganizowano konkurs dla pracowników gminnych, którzy mieli dostarczać informacje o spożywaniu cukru i sacharyny w swoich gminach w ramach spełniania obywatelskiego obowiązku. Policja Państwowa otrzymała rozkaz ścigania przestępstw związanych z handlem sacharyną i brała udział w plakatowaniu. Usprawiedliwiano to istotną rolą cukrownictwa w rozwoju polskiej gospodarki.

### Sportowcy
Sportowców zachęcano do promowania cukru, podkreślając jego znaczenie dla osób aktywnych fizycznie. Towarzystwa sportowe miały informować o przeprowadzonych pogadankach i badaniach dotyczących wpływu cukru na odżywianie, a także dostarczać cukier swoim członkom przed zawodami. Indywidualni sportowcy mieli z kolei opisywać swoje osiągnięcia po włączeniu do diety dużej ilości cukru.
Akcja propagandowa skierowana była zarówno do zawodowych sportowców, jak i członków mniejszych klubów. W propagandzie wykorzystywano popularność najlepszych sportowców, a także docierano do kibiców poprzez reklamy w prasie i banery z hasłem Cukier krzepi na wydarzeniach sportowych. Znani sportowcy, jak Janusz Kusociński, Stanisław Petkiewicz oraz Bronisława Staszel-Polankowa dzielili się swoimi doświadczeniami, podkreślając znaczenie cukru w ich diecie.

### Uczniowie
Kampanię prowadzono również podczas lekcji, a w klasach wywieszano plakaty. Wydane przez BPKC Materjały dla propagandy w szkołach autorstwa Lucynę Krzemieniecką, Zygmunta Rusinka i anonimowego pisarza podpisującego się jako J.P. Zajączkowski miały stanowić inspirację dla nauczycieli w prowadzeniu działań promujących cukier. Zawarte tam utwory podkreślały znaczenie cukru dla zdrowego rozwoju dzieci i ich dobrych wyników w nauce. Podkreślano również polskość cukru, którego produkcja, począwszy od buraka cukrowego, rozpoczynała się w Polsce. Ostrzegano o szkodliwości sacharyny oraz konfrontowano przesądy na temat cukru.
Aby dotrzeć do najmłodszych, stworzono plakat przedstawiający dwoje dzieci bawiących się wysypanymi z cukiernicy kostkami cukru; scenka miała na celu podkreślenie powszechnej dostępności cukru, również dla dzieci.

## Odbiór społeczny
Kampania propagandowa BPKC wywarła istotny wpływ na społeczeństwo, spotykając się z różnymi reakcjami, często negatywnymi. W sprawozdaniu z sierpnia 1931 roku zapewniano, że propagandzie służy każda reakcja, nawet negatywna. Do kampanii nawiązywano w czasopismach, tekstach literackich, w tym w literaturze pięknej, miała ona wpływ także na kulturę popularną. W świadomości społecznej utkwiły szyldy oraz plakaty propagandowe, autorzy wspomnień pisali o kampanii, podkreślając jej wpływ na życie codzienne.
W czasopismach satyrycznych często ośmieszano intensywność działań prowadzonych w ramach propagandy, np. na łamach „Wróbli na Dachu” postulowano wprowadzenie do propagandy żartobliwych haseł parodiujących hymn Polski oraz II część Dziadów Adama Mickiewicza. Sam cukier zestawiano ze szkodliwymi dla zdrowia alkoholem i papierosami.

### Krytyka wysokich cen i skutki kryzysu

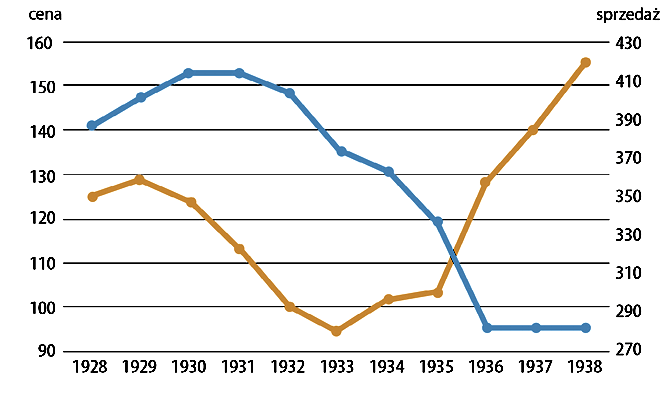
Sprzedaż hurtowa (linia pomarańczowa) a cena hurtowa (linia niebieska) cukru w latach 1928–1938

Inauguracja głównego etapu działań propagandowych (na przykład utworzenie Biura Propagandy Konsumpcji Cukru) zbiegła się z nastaniem wielkiego kryzysu z 1929 roku i dlatego zabiegi te pozwoliły tylko na ograniczenie skutków kryzysu. Jak wynika z danych „Małego Rocznika Statystycznego” z lat 1937 i 1939, mimo intensywnej akcji promocyjnej oraz nawet (początkowo skromnych) obniżek jego ceny, nastąpił jednak po roku 1929 do 1936 roku spadek łącznej sprzedaży i spożycia cukru (patrz wykres).
Działania cukrowników często spotykały się z krytyką ze strony hurtowników. W październiku 1931 roku Związek Towarzystw Kupieckich na Pomorzu uznał kampanię reklamową cukrowników za nieskuteczną oraz zaproponował obniżenie ceny cukru, co miało zwiększyć jego konsumpcję. Często pojawiały się też zarzuty konsumentów, że polski cukier był zbyt drogi w Polsce, a tani w Wielkiej Brytanii, w której był nawet wykorzystywany jako pasza dla świń. Argumenty te okazały się słuszne, gdyż dopiero znaczący spadek hurtowych cen cukru po roku 1931 ustabilizował spadek jego spożycia detalicznego (ale dopiero po 1936 roku), mimo trwającego kryzysu.

### Krytyka reklamy i samych cukrowników
Niektórzy publicyści krytykowali metody propagandy reklamowej cukrowników, uznając je za nieskuteczne. Podstawowe założenie kampanii, że cukier jest zdrowy, zostało podważone przez publicystę Juliusza Friedricha. Według niego cukier nie ma żadnej wartości odżywczej, a nadmierne spożycie prowadzi do próchnicy; skrytykował również akceptację lekarzy na powielanie propagandy. W zamian sugerował spożywanie owoców, w których znajduje się naturalny cukier.
Krytyka przemysłowców wychodziła również ze środowisk lewicowych. Cukrownicy byli oskarżani o celowe wywołanie problemów gospodarczych oraz przedstawiani jako otyli mężczyźni w cylindrach, palący cygara.

## Działania cukrowników podejmowane po 1932 roku
W 1932 roku kierowane przez Melchiora Wańkowicza Biuro Propagandy Konsumpcji Cukru realizowało swoje ostatnie plany. W grudniu tego samego roku instytucja przeszła gruntowną reorganizację, która w konsekwencji doprowadziła do zaprzestania dotychczasowej działalności i skupienia się na walce z sacharyną. „Gazeta Cukrownicza” znacząco ograniczyła relacjonowanie działalności BPKC. Czasopismo dokonało także podsumowania całokształtu walki z sacharyną, spuszczając z tonu: Cicho i bez dawnego rozgłosu pracuje obecnie Biuro Propagandy Konsumpcji Cukru.
Kontynuowano działania przeciwko sacharynie, jednak wpływały one tylko na producentów żywności. Ostatnie sprawozdanie z działalności biura obejmowało okres 1937/1938, jednak BPKC funkcjonowało prawdopodobnie do wybuchu II wojny światowej.

## Odniesienia do sloganuCukier krzepiwe współczesnej kulturze
Hasło Cukier krzepi było wielokrotnie przerabiane. W 1973 roku Wydawnictwo Lubelskie wydało reportaż Krzysztofa Kąkolewskiego pod tytułem Wańkowicz krzepi. W 2015 roku Centrum Nauki Kopernik we współpracy z przedsiębiorstwem Polpharma zorganizowało akcję Czy cukier krzepi? Weekend z diabetologią w Koperniku, w ramach której zainteresowani mogli zmierzyć ryzyko zachorowania na cukrzycę. W 2016 roku punkrockowy zespół Hańba! wydał utwór pod tytułem Cukier krzepi, a w internetowym sklepie Pewex można było kupić koszulki z tym sloganem.
Obecnie hasło to pozostaje jednym z niewielu sloganów II Rzeczypospolitej funkcjonujących w polskiej pamięci zbiorowej. Wbrew swojemu pierwotnemu znaczeniu, współcześnie jest ono wykorzystywane podczas dyskusji o szkodliwości cukru.